# 그렌델리우스

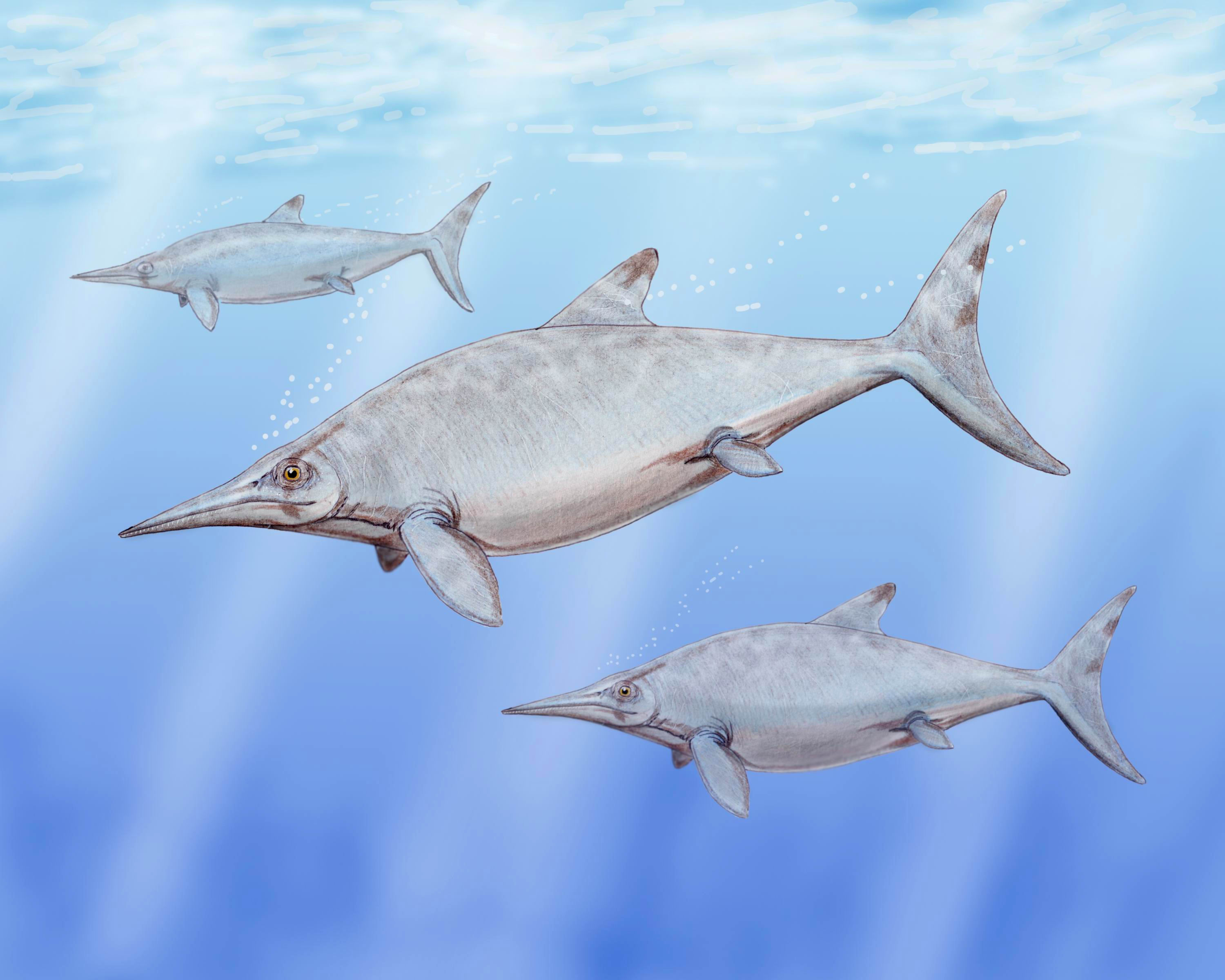

그렌델리우스(학명:Grendelius mordax)는 어룡목 안공룡과에 속하는 어룡이다. 지금은 멸종된 종으로서 전체적인 몸길이가 3m인 중대형 어룡에 속한다.

## 특징
그렌델리우스(Grendelius)는 영국과 유럽 러시아의 쥐라기 후기(키메리지안-티토니아)에 서식한 오리너구리의 안목 어룡류 속이다. 모식종인 그렌델리우스 모르닥스는 1976년에 영국의 킴리지 클레이에서 나온 두개골 후 요소를 모조리 포함한 완전한 두개골인 CAMM J.68516에 기초하여서 기술되었다. 나중에25 두 종 사이의 차이가 별도의 속, 혹은 심지어 종을 보증하기에 충분하지 않다고 여겨졌기 때문에 그것은 브라키프테리지우스로 다시 지정되었다. 1998년에 에피모브는 러시아볼가 지역 울랴노프스크의 프세우도스키티아 존(쥐라기 후기 티토니아 단계)의 단일 표본(완모식표본)에 기초하여 새로운 어류속인 오트스체비아 프세우도스키티카를 명명했다. 나중에 아르칸켈스카이를 1998년에 러시아 사라토프의 티토니아 단계 지역에서 온 브라티프테리기우스 즈후라블에비에 대해 기술했고 그 후 오트스체비아 즈후라블에비를 언급했다. 마이쉬 & 마츠케, 2000은 러시아 분류군이 서로 동의어라고 생각했고 새로운 조합인 브라티프테리기우스 프세우도스키티쿠스를 브라티프테리기우스로 지칭했다. 따라서 그렌델리우스와 오츠체비아는 브라키프테르기우스의 동의어로 여겨진다. 아르한겔스키는 2001년에 러시아 쥐라기 말기에 오츠체비아 알렉세예비라는 이름을 붙였다. 맥고완과 모타니(2003)는 이 러시아 분류군을 브라티프테리기우스 익스트림우스의하위 동의어로 간주했지만 마이쉬(2010)는 그것들을 별개의 종으로 유지했다. 2015년에 발표된 논문에 따르면 그렌델리우스는 브라키프테리기우스형 종과는 일반적으로 구별되며 브라키프테리기우스보다는 오리너구리아과에서 파생된 것으로 밝혀졌다. 오체비아는 그렌델리우스의 하위 대명사로 여겨졌다. 그리하여 현재의 분지도는 즈베르코프와 제이콥스(2020)가 수행한 분석에 따르면 오프티모사우루스과에서 그렌델리우스의 가능한 계통학적 위치를 보여준다. 양턱에는 총 20~25개의 날카로운 톱니 모양의 이빨들이 나 있다. 먹이로는 당대에 서식했던 물고기, 갑각류, 두족류를 주로 잡아먹고 살았을 육식성의 어룡으로 추정되는 종이다.

## 생존시기와 서식지와 화석의 발견
그렌델리우스가 생존했었던 시기는 중생대의 쥐라기 후기로서 지금으로부터 1억 6000만년전~1억 4500만년전에 생존했었던 종이다. 생존했었던 시기에는 유럽을 중심으로 하는 북동부의 대서양과 북극해에서 주로 서식했었던 어룡이다. 화석의 발견은 1976년에 유럽의 쥐라기에 형성된 지층에서 유럽의 고생물학자들에 의하여 처음으로 화석이 발견되어 새롭게 명명된 종이다.

## 같이 보기
- 파충류
- 중생대
- 쥐라기
- 어룡
- 화석